# Petro Poticzny
Petro Josyf Poticzny (ukr. Петро-Йосиф Потічний; ur. 2 czerwca 1930 w Pawłokomie) – kanadyjski historyk ukraińskiego pochodzenia, emerytowany profesor McMaster University. Żołnierz UPA z Pawłokomy. 

## Życiorys
Od roku 1947 na emigracji w Kanadzie, mieszka w Toronto. 

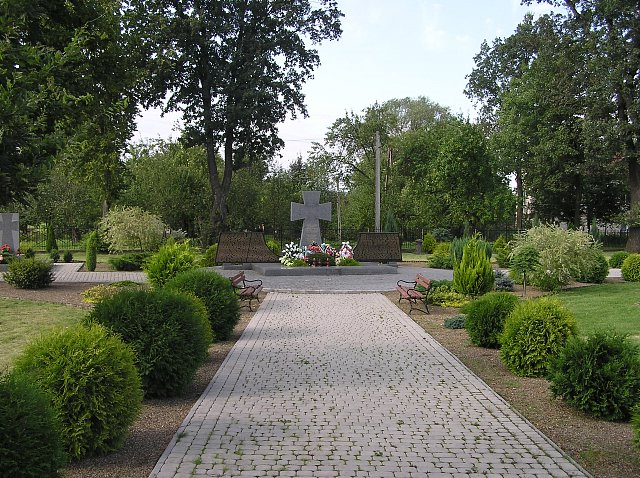
Pomnik pamięci Ukraińców zamordowanych w Pawłokomie 3 marca 1945

Specjalizuje się w problematyce narodowościowej państw Europy Wschodniej i ZSRR oraz kwestią akcji „Wisła”. Wykładowca m.in. Oxford University, profesor honorowy Politechniki Lwowskiej.   
Pracę doktorską napisał na Uniwersytecie Columbia, w latach 1964–1995 był wykładowcą nauk politycznych na Uniwersytecie McMaster. 
Był organizatorem kilku konferencji naukowych na temat wzajemnych relacji ukraińsko-polskich, ukraińsko-czeskich oraz ukraińsko-żydowskich, w tym „Jewish-Ukrainian Relations in Historical Perspective” McMaster październik 1983. Był uczestnikiem spotkania polskich i ukraińskich parlamentarzystów w Jabłonnie w roku 1990. 
Współpracuje z  Centrum Studiów Rosyjskich i Wschodnioeuropejskich przy Uniwersytecie w Toronto, jest członkiem Doradczej Rady Kanadyjskiego Instytutu Studiów Ukraińskich Uniwersytetu Alberta oraz honorowym profesorem Wschodniochińskiego Uniwersytetu w Szanghaju i Honorowym Przewodniczącym Chińskiej Asocjacji. Jest jednym z redaktorów „Litopysu UPA”. 
Autor, wydawca oraz współwydawca ponad 30 książek i 60 artykułów m.in. w  the Encyclopedia of Ukraine. Jest autorem książek „Soviet Agricultural Trade Unions 1917–1970” (1972) oraz współautorem „The Ukraine and the Czechoslovak Crisis” (1970) i „Jewish-Ukrainian Relations”. 
Zdaniem polskiego historyka Władysława Filara Poticzny w swoich pracach „wybiela” Organizację Ukraińskich Nacjonalistów i Ukraińską Powstańczą Armię, pisząc o „wzajemnych polsko-ukraińskich rzeziach”.
Poticzny twierdzi, że w Pawłokomie zginęło 366 osób narodowości ukraińskiej, w tym kobiety i dzieci. Bratanek Petra Poticznego – Zenon Poticzny jest założycielem kanadyjskiej Fundacji „Pawłokoma” z siedzibą w Toronto, zajmującej się upamiętnieniem ofiar polskich zbrodni na ludności ukraińskiej.

## Wybrane prace
- Петро Й. Потічний, Павлокома 1441-1945. Історія села, Toronto 2001, ISBN 0-9688703-0-9